# Herzebocholt
Herzebocholt is een gehucht in Duitsland, deelstaat Noordrijn-Westfalen. Het is een Ortsteil (stadsdeel) van de gemeente Isselburg.
Het gehucht, dat bijna uitsluitend uit verspreid staande boerderijen bestaat, ligt bijna 2 kilometer ten oosten van het centrum van Isselburg, en direct ten westen van Werth. De oppervlakte van Herzebocholt is 7,4 km². Tot en met 31 december 1974 was Herzebocholt een zelfstandige gemeente.
Herzebocholt had rond 2010 ruim 255 inwoners. Actuelere bevolkingscijfers zijn niet beschikbaar. Geschiedkundige feiten van meer dan plaatselijk belang zijn niet overgeleverd.